# أيرتون أزوباردي
أيرتون أزوباردي (بالإنجليزية: Ayrton Azzopardi)‏ هو لاعب كرة قدم ومدرب كرة قدم مالطي في مركز الوسط، ولد في 12 سبتمبر 1993 في مالطا. شارك مع منتخب مالطا لكرة القدم. أما مع النوادي، فقد لعب مع نادي تاركسيين راينباوز ونادي هيبرنيانز.

## وصلات خارجية
- أيرتون أزوباردي على موقع قاعدة بيانات كرة القدم.إي يو (الإنجليزية)
- أيرتون أزوباردي على موقع ناشيونال فوتبول تيمز (الإنجليزية)
- أيرتون أزوباردي على موقع Soccerway.com (الإنجليزية)